# Конемлоти
Конемлоти (пол. Koniemłoty) — село в Польщі, у гміні Сташув Сташовського повіту Свентокшиського воєводства.
Населення — 722 особи (2011).
У 1975-1998 роках село належало до Тарнобжезького воєводства.

## Демографія
Демографічна структура на день 31 березня 2011 року:
|          | Загалом | Допрацездатний вік | Працездатний вік | Постпрацездатний вік |
| -------- | ------- | ------------------ | ---------------- | -------------------- |
| Чоловіки | 345     | 67                 | 235              | 43                   |
| Жінки    | 377     | 69                 | 207              | 101                  |
| Разом    | 722     | 136                | 442              | 144                  |